# Jazmín Beccar Varela
Jazmín Beccar Varela (Buenos Aires, 28 de abril de 1986) es una actriz, cantante y periodista argentina, conocida por interpretar a Luján Linares en la telenovela Rebelde Way.

## Carrera
En 2002, interpretó el rol de Luján Linares en la telenovela Rebelde Way, creada por la  productora Cris Morena.
En 2005 coprotagonizó junto a Camila Bordonaba, su compañera de reparto en Rebelde Way, la telenovela El Patrón de la Vereda. En 2007 apareció en la telenovela Romeo y Julieta como Malena Arizmendi.
Luego tuvo actuaciones en diferentes obras de teatros, sobre todo musicales infantiles. Hasta que decidió alejarse de la interpretación para dedicarse al periodismo.

## Filmografía
| Año         | Título                      | Rol              | Notas            | Canal                |
| ----------- | --------------------------- | ---------------- | ---------------- | -------------------- |
| 2002 - 2003 | Rebelde Way                 | Luján Linares    | Elenco principal | Canal 9 / America TV |
| 2005        | El Patrón de la Vereda      | Maggie           | Participación    | America TV           |
| 2007        | Romeo y Julieta             | Malena Arizmendi | Elenco principal | Canal 9              |
| 2008        | Patito Feo                  | Camila           | Participación    | Canal 13             |
| 2010        | Yo soy virgen               | Paola            | Elenco principal | Web                  |
| 2011        | Historias de la primera vez | Sol              | 1 episodio       | America TV           |
| 2013        | Solamente vos               | Paola            | Participación    | Canal 13             |

### Teatro
- Rebelde way (2002-2003)
- 04 (2003-2004)
- Amor de verano (2006)
- Pintorcito (2013)
- legalmente rubia (2014-2015)

### Bandas sonoras
| Año  | Título             | Álbum           | Notas                                                    |
| ---- | ------------------ | --------------- | -------------------------------------------------------- |
| 2002 | «Rebelde Way»      | Señales         | Coros                                                    |
| 2002 | «Bonita de más»    | Señales         | Coros                                                    |
| 2002 | «Resistiré»        | Señales         | Coros                                                    |
| 2007 | «Muriendo de amor» | Romeo y Julieta | Junto a Ariadna Asturzzi, Dolores Sarmiento y Liz Moreno |